# Iavoriv, Dolîna
Iavoriv (în ucraineană Яворів) este o comună în raionul Dolîna, regiunea Ivano-Frankivsk, Ucraina, formată numai din satul de reședință.

## Demografie
Componența lingvistică a comunei Iavoriv
     Ucraineană (99,52%)
     Alte limbi (0,48%)
Conform recensământului din 2001, majoritatea populației comunei Iavoriv era vorbitoare de ucraineană (99,52%), existând în minoritate și vorbitori de alte limbi.